# Habsburg-Lothringen

Wappen des Hauses Habsburg-Lothringen

Das Haus Habsburg-Lothringen (ursprünglich Österreich-Lothringen) war ein Herrschergeschlecht, das von 1745 bis 1806 die Römisch-deutschen Kaiser und von 1804 bis 1918 die Kaiser von Österreich stellte. Es entstand 1736 mit der Heirat von Erzherzogin Maria Theresia von Österreich (1717–1780) aus dem Hause Habsburg mit Herzog Franz Stephan von Lothringen (1708–1765) aus dem Zweig Vaudémont des Hauses Châtenois.

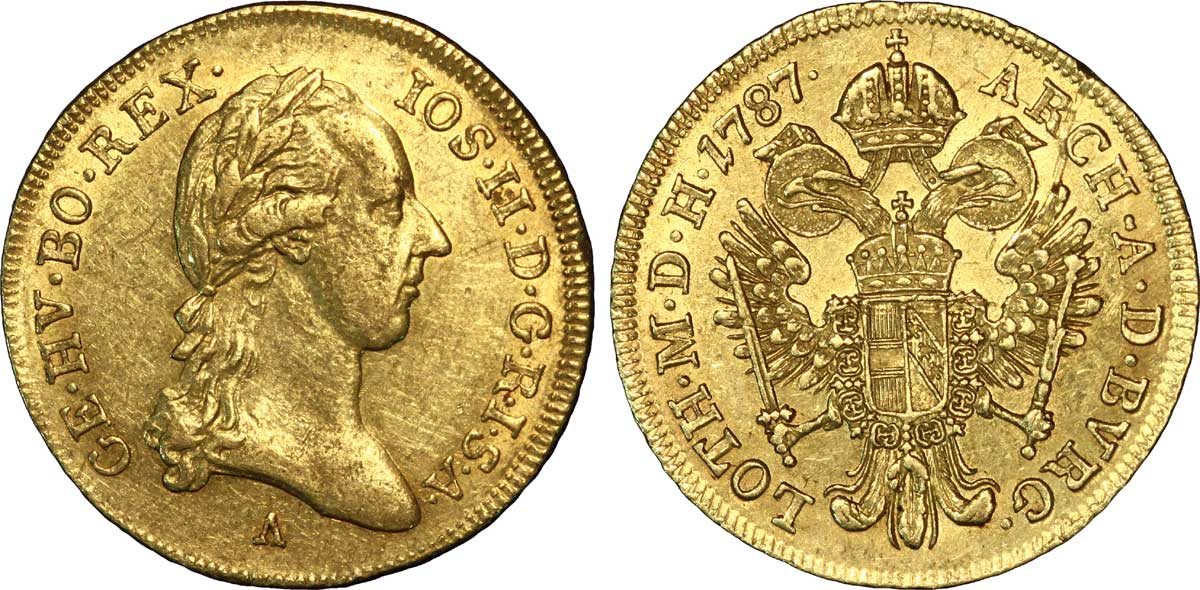
Doppeladler des Heiligen Römischen Reiches mit Allianzwappen Österreich-Lothringen, auf dem Revers eines Dukatens Josephs II. Avers: Porträt, A = Wien. Umschrift Avers: IOS[EPHUS] II D[EI] G[RATIA] R[OMANORVM] I[MPERATOR] S[EMPER] A[VGVSTVS] GE[RMANIÆ] HV[NGARIÆ] BO[HEMIÆ] REX. (Joseph II., von Gottes Gnaden römischer Kaiser, immerwährender Mehrer des Reiches, deutscher König, König von Ungarn und Böhmen.) Umschrift Revers: ARCH[IDVX] A[VSTRIÆ] D[VX] BVRG[VNDIÆ] LOTH[ARINGIÆ] M[AGNUS] D[UX] H[ETRURIÆ] 1787. (Erzherzog von Österreich, Herzog von Burgund, Lothringen, Großherzog von Toskana, 1787.)

## Geschichte

### Entstehung
Nachdem im Jahr 1700 mit dem Tod König Karls II. bereits die spanische Linie der Casa de Austria ausgestorben war (was umgehend zum Spanischen Erbfolgekrieg führte), erlosch mit dem Tod Kaiser Karls VI. 1740 auch der verbliebene österreichische Zweig im Mannesstamm. Das Erbe trat aufgrund eines Staats- und Verfassungsvertrags, der Pragmatischen Sanktion, Karls älteste Tochter Maria Theresia an, die mit Franz Stephan von Lothringen verheiratet war. Um die Ansprüche des Hauses Österreich, namentlich auf die Königreiche Ungarn und Böhmen sowie auf den Kaisertitel, durchsetzen zu können, erhielt die neue Dynastie die Bezeichnung Österreich-Lothringen (später Habsburg-Österreich-Lothringen bzw. Habsburg-Lothringen), obwohl sie in männlicher Linie die Fortsetzung des Hauses Lothringen darstellt.
Im Österreichischen Erbfolgekrieg konnte Maria Theresia ihre Ansprüche größtenteils durchsetzen, doch wurde das Herzogtum Schlesien von Friedrich II. von Preußen annektiert. Das ererbte Herzogtum Lothringen hatte Franz Stephan bei der Heirat auf Druck Frankreichs gegen das Großherzogtum Toskana (siehe Liste der Herrscher der Toskana) tauschen müssen. Trotzdem konnte er 1745 als Franz I. Kaiser werden, weil er im Reich noch die kleine Grafschaft Falkenstein besaß. Zu seinem Erbe gehörte außerdem der obsolet gewordene Titel König von Jerusalem.

### Herrschaft

Wappen Habsburg-Österreich-Lothringen auf Doppeladler (1815)

Außer Maria Theresia (1740–1780) regierten in den verbliebenen Staaten des Hauses Österreich bis zum Untergang der Monarchie im Jahr 1918 insgesamt sieben männliche Mitglieder der Dynastie, die unter anderen die Titel Römischer Kaiser (bis 1806) bzw. Kaiser von Österreich (ab 1804), König von Ungarn (siehe Liste der Herrscher von Ungarn) und König von Böhmen (siehe Liste der böhmischen Herrscher) trugen:
- Franz I., 1745–1765 als Mitregent Maria Theresias
- Joseph II., ältester Sohn von Franz I. und Maria Theresia, 1765–1780 als Mitregent der Mutter, 1780–1790 als Alleinherrscher
- Leopold II., Bruder Josephs II., 1790–1792
- Franz II./I., Sohn Leopolds II., 1792–1835
- Ferdinand I., Sohn von Franz II./I., 1835–1848
- Franz Joseph I., Neffe Ferdinands I., 1848–1916
- Karl I./IV., Großneffe Franz Josephs I., 1916–1918

Das 1804 als Einheitsstaat gegründete Kaisertum Österreich wurde nach der Niederlage im Preußisch-Österreichischen Krieg 1867 in die Realunion Österreich-Ungarn (inoffiziell k. u. k. Doppelmonarchie) umgewandelt.
Weibliche Mitglieder des Erzhauses heirateten in zahlreiche europäische Herrscherdynastien ein. So bestiegen Marie-Antoinette als Königin sowie Marie-Louise als Kaiserin den Thron Frankreichs, Maria Carolina als Königin die Throne Neapels und Siziliens und Maria Leopoldina als Kaiserin den Thron Brasiliens.

### Ende der Herrschaft

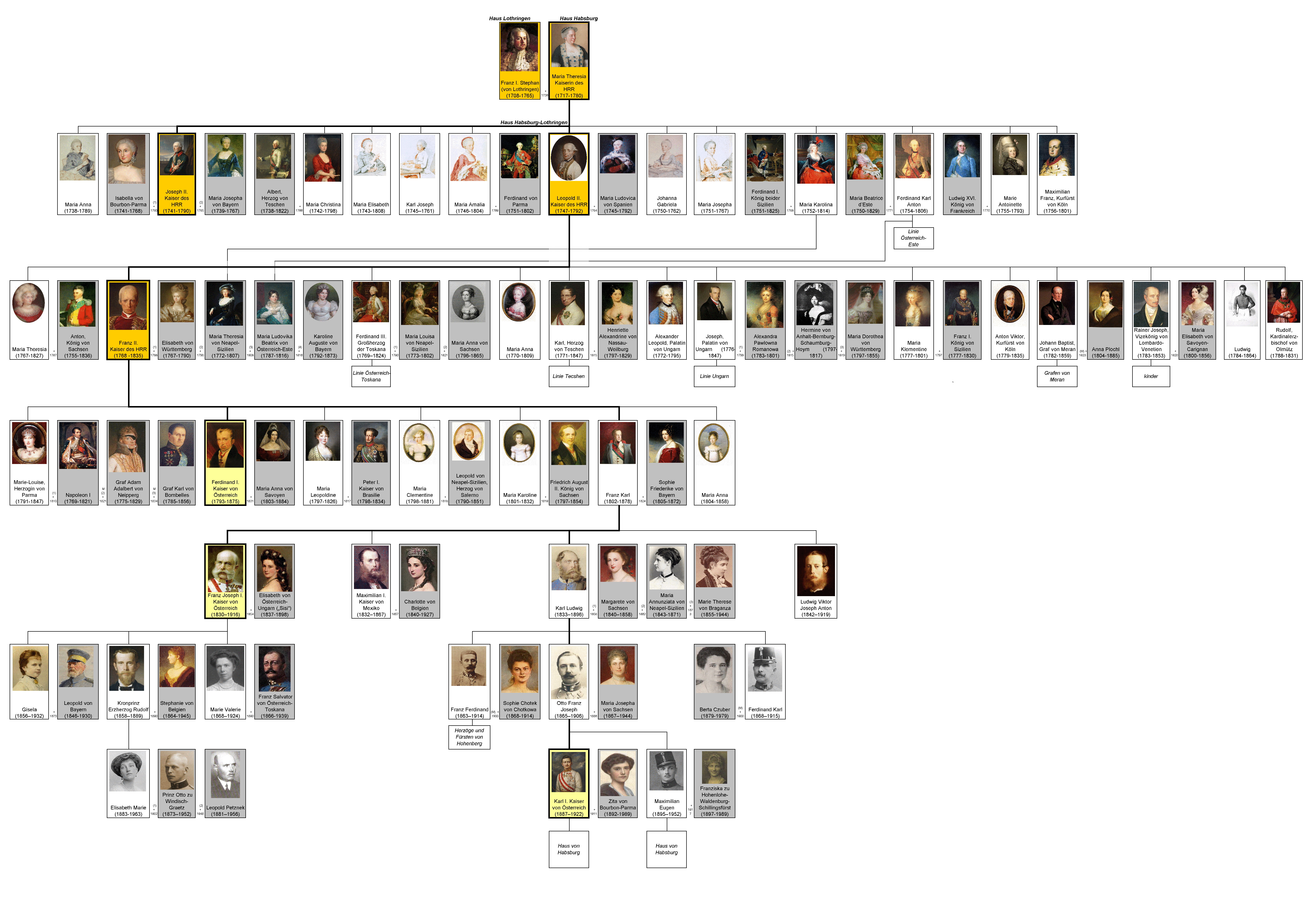
Stammbaum

Die Realunion wurde vom Königreich Ungarn wenige Tage vor dem Ende des Ersten Weltkriegs per 31. Oktober 1918 aufgekündigt. Kaiser Karl I. verzichtete in Wien am 11. November 1918 „auf jeden Anteil an den Staatsgeschäften“. Als König Karl IV. von Ungarn leistete er am 13. November 1918 auf Schloss Eckartsau ebensolchen Verzicht. Da der Kaiser nicht abdanken wollte, wurde er nach seiner Ausreise in die Schweiz am 3. April 1919 im österreichischen Habsburgergesetz auf Dauer des Landes verwiesen.
Dieses Gesetz unterstellte nicht nur das „hofärarische“ bewegliche und unbewegliche Vermögen in Österreich der Staatsverwaltung, also staatliche, aber in der Verwaltung des kaiserlichen Hofes gestandene Vermögenswerte (wie die Hofburg mit ihrer Schatzkammer), sondern enteignete auch den sogenannten Privat- und Familienfonds des Hauses Habsburg-Lothringen und seiner Zweiglinien, welcher ein gemeinsames Familienvermögen bildete, das vom jeweiligen Oberhaupt des Hauses verwaltet wurde. Diejenigen Familienzweige, die den geforderten Verzicht auf die Herrschaftsansprüche leisteten, durften hingegen ihr individuelles Privateigentum behalten, darunter der Zweig von Erzherzog Franz Salvator und seiner Frau Marie Valerie (einer Tochter von Franz Joseph I. und Elisabeth) bis heute Schloss Persenbeug, Schloss Rorregg, Schloss Wallsee und die Kaiservilla Bad Ischl.
Als Karl in Ungarn 1921 zweimal versuchte, den Königsthron wieder einzunehmen, wurde er von der Triple-Entente, den Siegern des Ersten Weltkrieges, nach Madeira verbannt. In Ungarn wurde die Dynastie mit dem 1921 beschlossenen Dethronisationsgesetz auf Dauer vom Königsthron entfernt (der in der Folge unbesetzt blieb).

### Herrschaftsansprüche
Karls I. Sohn Otto von Habsburg (1912–2011) bezeichnete sich in seinen jüngeren Jahren als Erzherzog von Österreich, wurde als Thronprätendent wahrgenommen und führte im Zweiten Weltkrieg in den USA Gespräche über die Zukunft des Landes. Für ihn galt die Regel des Habsburgergesetzes, dass er nur nach Verzicht auf Herrschaftsansprüche nach Österreich einreisen dürfe. Er richtete 1961 seine Verzichtserklärung an die Bundesregierung und durfte Österreich seit 1966 betreten. 2007 gab Otto Habsburg-Lothringen, so sein amtlicher Name in Österreich, seine Funktion als Familienoberhaupt an seinen Sohn Karl Habsburg-Lothringen (* 1961) weiter. Nur mehr Funktionen wie die Rolle des Großmeisters des österreichischen Zweiges des Ordens vom Goldenen Vlies gehen damit einher, Herrschaftsansprüche sind damit jedoch nicht mehr verbunden.
Da diejenigen Habsburger, die nach 1919 deutsche Staatsbürger wurden, keinen einheitlichen Familiennamen annahmen, führen verschiedene Zweige des Geschlechts heute unterschiedliche Familiennamen. Während die auf den vormaligen Kronprinzen Otto zurückgehende kaiserliche Hauptlinie den deutschen Namen von Habsburg trägt, kommen bei anderen Familienzweigen auch die Namen von Habsburg-Lothringen Erzherzog von Österreich und Erzherzog von Österreich vor. 

## Nicht ebenbürtige Familienmitglieder
Als „nicht ebenbürtig“ wurden nach dem Allerhöchsten Familienstatut (siehe Kaiserlich österreichisches Familienstatut) Familienmitglieder bezeichnet, die auf die morganatische Ehe eines Erzherzogs mit einer nicht standesgemäßen Frau zurückgingen. Standesgemäß waren nur Frauen aus regierenden oder ehemals regierenden Häusern. Bekannt sind vor allem folgende Fälle:
- Erzherzog Johann, Sohn Leopolds II. und Bruder Franz’ II./I., heiratete 1829 die steirische Postmeisterstochter Anna Plochl. Beider Sohn Franz wurde 1844 von Johanns Neffen Ferdinand I. als Graf von Meran nobilitiert, Anna Plochl, seit 1834 Freifrau von Brandhofen, 1850 von Franz Joseph I. zur Gräfin von Meran erhoben. Der Dirigent Nikolaus Harnoncourt stammte aus dieser Familie.
- Erzherzog-Thronfolger Franz Ferdinand heiratete im Jahr 1900 nach heftigem Widerstand von Franz Joseph I. die böhmische Gräfin Sophie Chotek von Chotkowa und Wognin. Er hatte für seine drei in den nächsten Jahren geborenen Kinder in einem feierlichen Renunziationsakt auf alle Thronfolgerechte zu verzichten. Gräfin Chotek wurde zur Fürstin, 1909 zur Herzogin von Hohenberg erhoben. Sie wurde mit Franz Ferdinand am 28. Juni 1914 in Sarajewo ermordet.
- Franz Ferdinands Bruder, Erzherzog Ferdinand Karl, heiratete 1909 in der Schweiz heimlich die Professorentochter Berta Czuber. Im Jahr 1911 schied er gezwungenermaßen aus dem Haus Habsburg-Lothringen aus und nannte sich dann Ferdinand Burg.
- Erzherzog Johann Salvator von Österreich-Toskana bat nach einer Militärkarriere 1889 um Entlassung aus dem Kaiserhaus und nannte sich nun Johann Orth. Er heiratete im selben Jahr in London die Wiener Hofoperntänzerin Milli Stubel, kaufte ein Schiff und ging mit seiner Frau auf Seereise nach Südamerika. Im Jahr 1890 sank das Schiff vermutlich im Sturm, wobei das kinderlose Ehepaar starb.

Ein vergleichbarer Fall eines weiblichen Familienmitgliedes war die morganatische Ehe der Erzherzogin Marie-Louise von Österreich, Herzogin von Parma und Piacenza, die nach dem Tod Napoleons I. Graf Adam Albert von Neipperg heiratete. Aus dieser Ehe ging das Haus Montenuovo hervor. Ein weiterer prominenter unebenbürtiger Fall war die 1902 geschlossene erste Ehe der Kronprinzentochter Erzherzogin Elisabeth von Österreich mit Prinz Otto zu Windisch-Graetz, der folglich in den Fürstenstand erhoben wurde. Für ihre zweite Eheschließung 1948 mit Leopold Petznek war das Allerhöchste Familienstatut nicht mehr rechtlich bindend.

## Dynastiewappen
Das 1806 festgelegte Hauswappen der Dynastie Habsburg-Lothringen ist zweimal gespalten; vorn auf goldenem Grund ein blaugekrönter, blaubewehrter und blaugezungter roter Löwe (Habsburg, Althabsburg), mittig auf rotem Grund ein silberner Balken (Österreich, Bindenschild, Rot-Weiß-Rot), hinten auf goldenem Grund ein roter Schrägbalken, der Richtung des Balkens nach belegt mit drei silbernen gestümmelten Adlern (Lothringen). Das Wappen wurde auf kaiserlichem Doppeladler geführt und war in dieser Form neben seiner Funktion als Familienwappen seit 1806 auch das „kleine Wappen“ des Kaisertums Österreich.

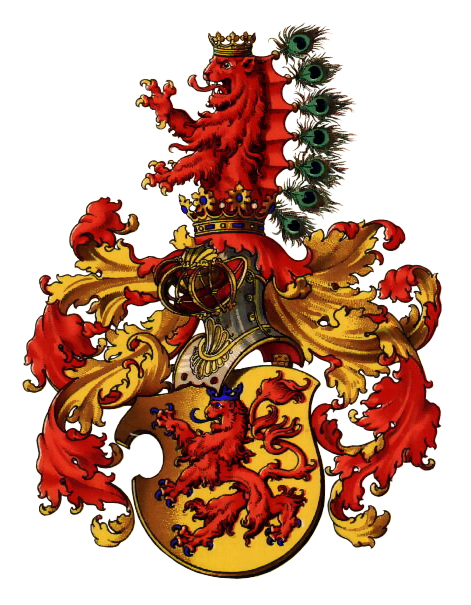
Wappen der gefürsteten Grafen von Habsburg
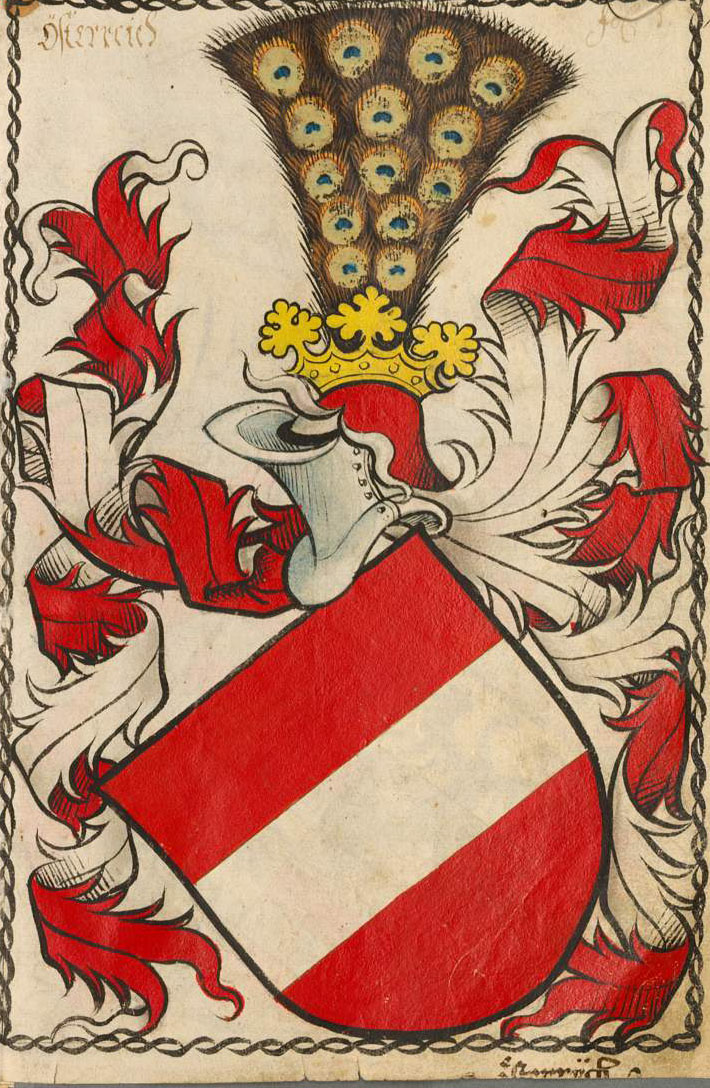
Wappen der Erzherzöge von Österreich
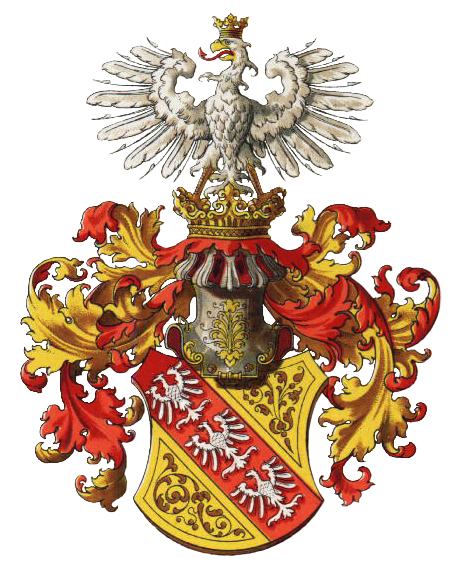
Wappen der Herzöge von Lothringen